# Elecciones generales de Santa Lucía de 1992
Elecciones generales tuverion lugar en Santa Lucía el 27 de abril de 1992. El resultado fue una victoria para el Partido Unido de los Trabajadores de Santa Lucía, el cual obtuvo once de diecisiete escaños. La participación electoral fue de 62,8%.

## Resultados
| Partido                                          | Votos  | %    | Escaños | +/–   |
| ------------------------------------------------ | ------ | ---- | ------- | ----- |
| Partido Unido de los Trabajadores de Santa Lucía | 33 562 | 56,7 | 11      | +2    |
| Partido Laborista de Santa Lucía                 | 25 565 | 43,2 | 6       | –2    |
| Partido Progresivo Popular                       | 97     | 0,2  | 0       | Nuevo |
| Votos en blanco/nulos                            | 1 931  | –    | –       | –     |
| Total                                            | 61 155 | 100  | 17      | 0     |
| Electores registrados/participación              | 97 403 | 62,8 | –       | –     |
| Fuente: Nohlen                                   |        |      |         |       |